# Futbol als Jocs Olímpics d'Estiu del 2000 - Competició femenina
Als Jocs Olímpics d'Estiu del 2000 celebrats a la ciutat de Sydney (Austràlia) es realitzà una competició en categoria femenina de futbol, que unida a la categoria masculina formà part del programa oficial de futbol dels Jocs.
La competició de futbol es realitzà entre els dies 13 i 28 de setembre del 2000 entre les seus del Sydney Football Stadium (Sydney), Brisbane Cricket Ground (Brisbane), Bruce Stadium (Canberra) i el Melbourne Cricket Ground (Melbourne).

## Comitès participants
Hi participaren un total de 124 futbolistes de 8 comitès nacionals diferents:
| - Alemanya - Austràlia | - Brasil - Estats Units | - Nigèria - Noruega | - Suècia - R.P. de la Xina |

## Resum de medalles
| Prova         | Or | Argent | Bronze |
| Futbol femení | NoruegaGro Espeseth · Bente Nordby · Marianne Pettersen · Hege Riise · Kristin Bekkevold · Ragnhild Gulbrandsen · Solveig Gulbrandsen · Margunn Haugenes · Ingeborg Hovland · Christine Bøe Jensen · Silje Jørgensen · Monica Knudsen · Gøril Kringen · Unni Lehn · Dagny Mellgren · Anita Rapp · Brit Sandaune · Bente Kvitland | Estats UnitsBrandi Chastain · Joy Fawcett · Julie Foudy · Mia Hamm · Kristine Lilly · Tiffeny Milbrett · Carla Overbeck · Cindy Parlow · Briana Scurry · Lorrie Fair · Michelle French · Shannon MacMillan · Siri Mullinix · Christie Pearce · Nikki Serlenga · Danielle Slaton · Kate Sobrero | AlemanyaAriane Hingst · Melanie Hoffmann · Steffi Jones · Renate Lingor · Maren Meinert · Sandra Minnert · Claudia Müller · Birgit Prinz · Silke Rottenberg · Kerstin Stegemann · Bettina Wiegmann · Tina Wunderlich · Nicole Brandebusemeyer · Nadine Angerer · Doris Fitschen · Jeannette Götte · Stefanie Gottschlich · Inka Grings |

## Medaller
| Posició | País         | Or | Argent | Bronze | Total |
| 1       | Noruega      | 1  | 0      | 0      | 1     |
| 2       | Estats Units | 0  | 1      | 0      | 1     |
| 3       | Alemanya     | 0  | 0      | 1      | 1     |

## Resultats

### Fase de grups
Grup A
|           | J | G | E | P | GF | GC | Pts |
| --------- | - | - | - | - | -- | -- | --- |
| Alemanya  | 3 | 3 | 0 | 0 | 6  | 1  | 9   |
| Brasil    | 3 | 2 | 0 | 1 | 5  | 3  | 6   |
| Suècia    | 3 | 0 | 1 | 2 | 1  | 4  | 1   |
| Austràlia | 3 | 0 | 1 | 2 | 2  | 6  | 1   |

| Austràlia | 0–3   | Alemanya                            |
| --------- | ----- | ----------------------------------- |
|           | Resum | Grings 39' Wiegmann 70' Lingor 90+' |

 Bruce Stadium (Canberra)

Assistència: 24.800

Àrbitre: Bola Abidoye (NGA)        
| Suècia | 0–2   | Brasil                 |
| ------ | ----- | ---------------------- |
|        | Resum | Pretinha 21' Kátia 70' |

 Melbourne Cricket Ground (Melbourne)

Assistència: 58.432

Àrbitre: Sandra Hunt (USA)        
| Austràlia     | 1–1   | Suècia                  |
| ------------- | ----- | ----------------------- |
| Salisbury 57' | Resum | Andersson 66' (penalti) |

 Sydney Football Stadium (Sydney)

Assistència: 33.600

Àrbitre: Denoncourt (CAN)        
| Alemanya       | 2–1   | Brasil     |
| -------------- | ----- | ---------- |
| Prinz 33', 41' | Resum | Raquel 72' |

 Bruce Stadium (Canberra)

Assistència: 17.000

Àrbitre: Martha Toro (COL)        
| Austràlia  | 1–2   | Brasil               |
| ---------- | ----- | -------------------- |
| Hughes 33' | Resum | Raquel 56' Kátia 64' |

 Sydney Football Stadium (Sydney)

Assistència: 29.400

Àrbitre: Vibeke Karlsen (NOR)        
| Alemanya   | 1–0   | Suècia |
| ---------- | ----- | ------ |
| Hingst 88' | Resum |        |

 Melbourne Cricket Ground (Melbourne)

Assistència: 7.000

Àrbitre: Wendy Toms (ANG)        
Grup B
|              | J | G | E | P | GF | GC | Pts |
| ------------ | - | - | - | - | -- | -- | --- |
| Estats Units | 3 | 2 | 1 | 0 | 6  | 2  | 7   |
| Noruega      | 3 | 2 | 0 | 1 | 5  | 4  | 6   |
| Xina         | 3 | 1 | 1 | 1 | 5  | 4  | 4   |
| Nigèria      | 3 | 0 | 0 | 3 | 3  | 9  | 0   |

| Estats Units          | 2–0   | Noruega |
| --------------------- | ----- | ------- |
| Milbrett 18' Hamm 24' | Resum |         |

 Melbourne Cricket Ground (Melbourne)

Assistència: 16.043

Àrbitre: Im Eun Ju (KOR)        
| Xina                  | 3–1   | Nigèria               |
| --------------------- | ----- | --------------------- |
| Zhao 12' Sun 57', 83' | Resum | Nkwocha 85' (penalti) |

 Bruce Stadium (Canberra)

Assistència: 16.000

Àrbitre: Martha Toro (COL)        
| Estats Units | 1–1   | Xina    |
| ------------ | ----- | ------- |
| Foudy 38'    | Resum | Sun 67' |

 Melbourne Cricket Ground (Melbourne)

Assistència: 32.500

Àrbitre: Nicole Petignat (SUI)        
| Noruega                                         | 3–1   | Nigèria   |
| ----------------------------------------------- | ----- | --------- |
| Mellgren 22' Riise 62' (penalti) Pettersen 90'+ | Resum | Akide 78' |

 Bruce Stadium (Canberra)

Assistència: 9.150

Àrbitre: Tammy Ogston (AUS)        
| Estats Units                         | 3–1   | Nigèria   |
| ------------------------------------ | ----- | --------- |
| Chastain 26' Lilly 35' MacMillan 56' | Resum | Akide 48' |

 Melbourne Cricket Ground (Melbourne)

Assistència: 9.000

Àrbitre: Im Eun Ju (KOR)        
| Noruega                    | 2–1   | Xina              |
| -------------------------- | ----- | ----------------- |
| Pettersen 55' Haugenes 78' | Resum | Sun 75' (penalti) |

 Bruce Stadium (Canberra)

Assistència: 11.532

Àrbitre: Sonia Denoncourt (CAN)        

### Quadre final
|  | Semifinals                | Semifinals                |   |                         | Final                   | Final |
|  |                           |                           |   |                         |                         |       |
|  | 24 de setembre - Sydney   |                           |   |                         |                         |       |
|  | Noruega                   | 1                         |   |                         |                         |       |
|  | Alemanya                  | 0                         |   |                         |                         |       |
|  |                           |                           |   |                         |                         |       |
|  |                           |                           |   |                         | 28 de setembre - Sydney |       |
|  |                           |                           |   |                         | Noruega                 | 3     |
|  |                           | Estats Units              | 2 |                         |                         |       |
|  |                           |                           |   |                         |                         |       |
|  |                           |                           |   |                         |                         |       |
|  |                           |                           |   |                         | Tercer lloc             |       |
|  | 24 de setembre - Canberra | 24 de setembre - Canberra |   | 28 de setembre - Sydney | 28 de setembre - Sydney |       |
|  | Estats Units              | 1                         |   | Alemanya                | 2                       |       |
|  | Brasil                    | 0                         |   |                         | Brasil                  | 0     |

#### Semi-finals
| Alemanya | 0–1   | Noruega                           |
| -------- | ----- | --------------------------------- |
|          | Resum | Wunderlich 80' (gol pròpia porta) |

 Sydney Football Stadium (Sydney)

Assistència: 16.710

Àrbitre: Im Eun Ju (KOR)        
| Estats Units | 1–0   | Brasil |
| ------------ | ----- | ------ |
| Hamm 60'     | Resum |        |

 Bruce Stadium (Canberra)

Assistència: 11.000

Àrbitre: Nicole Petignat (SUI)        

#### Partit pel 3r lloc
| Alemanya             | 2–0   | Brasil |
| -------------------- | ----- | ------ |
| Lingor 64' Prinz 79' | Resum |        |

 Sydney Football Stadium (Sydney)

Assistència: 11.200

Àrbitre: Im Eun Ju (KOR)        

#### Partit pel 1r lloc
| Noruega                                    | 3–2   | Estats Units      |
| ------------------------------------------ | ----- | ----------------- |
| Espeseth 44' Gulbrandsen 78' Mellgren 102' | Resum | Milbrett 5', 90+' |

 Sydney Football Stadium (Sydney)

Assistència: 22.848

Àrbitre: Sonia Denoncourt (CAN)        